# Cosmas Vestitor
Pour les articles homonymes, voir Cosmas.
Cosmas Vestitor (en grec Κοσμᾶς Βεστήτωρ ou Βεστιάριος) est un écrivain religieux byzantin dont l'activité se situe entre 730 et 850 (probablement dans la seconde moitié du VIIIe siècle).

## Éléments biographiques et œuvre
On ne connaît presque rien de lui, sinon que ce devait être un dignitaire laïc de la cour impériale de Constantinople. Le terminus post quem de son activité est donné par le fait qu'il s'inspire largement, dans ses homélies sur la Dormition de Marie, de celles du patriarche Germain ; le terminus ante quem par le fait que les plus anciens manuscrits remontent à la fin du IXe siècle.
On connaît de lui, en grec, cinq homélies sur la translation des reliques de Jean Chrysostome à Constantinople ; trois panégyriques de Zacharie père de Jean-Baptiste ; un panégyrique d'Anne et Joachim parents de la Vierge Marie ; un panégyrique de sainte Barbe. Il faut y ajouter des fragments. 
D'autre part, on conserve seulement en traduction latine quatre homélies sur la Dormition de Marie ; il s'agit d'ailleurs d'un récit suivi sur le sort final de Marie, divisé artificiellement en quatre. Selon Cosmas, Marie est morte à Jérusalem sous Néron, entre 60 et 67, à plus de quatre-vingts ans (chronologie différente de celles d'Hippolyte de Thèbes et d'Épiphane le moine) ; son corps est demeuré intact au tombeau pendant trois jours, puis Jésus l'a ressuscitée et l'a fait monter au Ciel corps et âme, et elle y siège auprès du Fils. La croyance en l'Assomption de Marie est donc chez lui entièrement constituée.